# فالكونبروك
كان فالكونبروك عبارة عن جدول نشأ في بلهام وتوتينغ، مما أدى إلى تجفيف الكثير من تلك الأبرشيات ثم جنوب وغرب منطقة باترسي الأكبر بما في ذلك تقاطع كلافام لدخول روافد لندن لنهر التايمز. قبل القيام بذلك، شكلت لفترة وجيزة حدود مدينة واندسوور، المنعكسة في حدود SW11 / SW18 اليوم.